# Schöninghsdorf
 Schöninghsdorf  is een plaats in de Duitse gemeente Twist, deelstaat Nedersaksen. Het dorp ligt nabij de Nederlands-Duitse grens, enkele kilometers ten oosten van Zwartemeer. Schöninghsdorf heeft circa 1.480 inwoners, waarvan 22% Nederlanders.

## Infrastructuur
Schöninghsdorf ligt ten zuiden van Bundesstraße 402, die bij de rijksgrens overgaat in Rijksweg 37. Door het dorp loopt bovendien het Zuid-Noordkanaal. Hierin mondt het Schöninghsdorf-Hoogeveenkanaal uit, het Duitse deel van de Verlengde Hoogeveense Vaart.

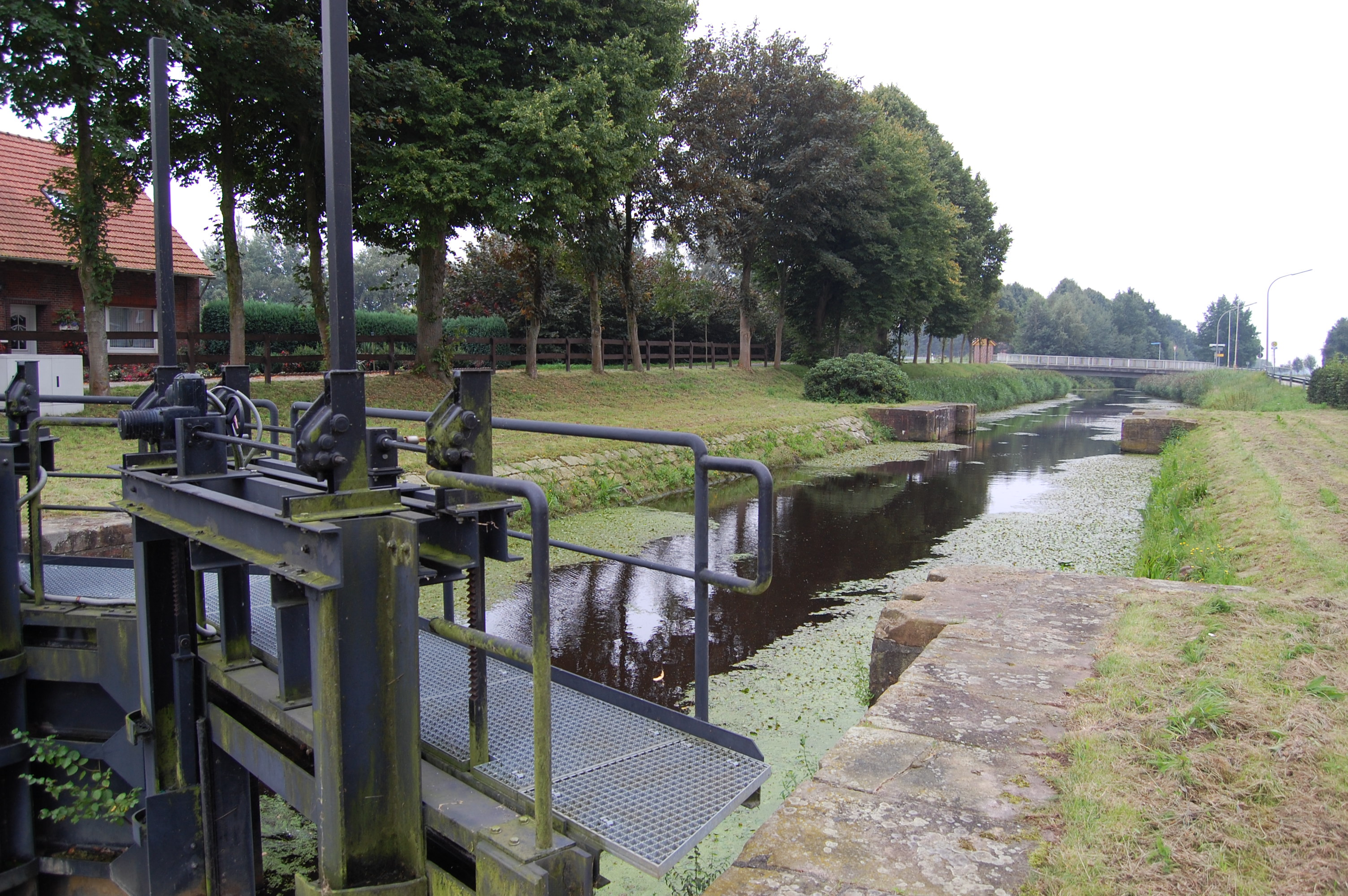
Sluis in het Zuid-Noordkanaal in Schöninghsdorf

## Geschiedenis
De broers Eduard Schöningh en Ferdinand Schöningh zijn de grondleggers van het dorp. Het gebied waar tegenwoordig Schöninghsdorf gelegen is bestond toentertijd uit hoogveen. Eduard Schöningh nam het voortouw voor de ontginning van het gebied. In 1875 ontstond hierdoor een nederzetting die Schöningh sien dörp werd genoemd, het huidige Schöninghsdorf.

## Rooms-Katholieke Sint-Franciscuskerk
In 1926 werd een vereniging voor de kerkbouw opgericht, voor de vervanging van die in 1903 ingewijde noodkerk. De Sint-Franciscuskerk werd naar de plannen van architect Theo Burlage in expressionistische stijl gebouwd. In december 1928 ving de bouw aan. De eerste viering in de kerk vond plaats op 8 december 1929. De wijding volgde in augustus 1930 door bisschop Berning.

## Belangrijke personen met betrekking tot de gemeente
- Eduard Schöningh (* 4 december 1823 in Meppen (Duitsland); † 21 april 1900 ibidem), tot 1867 aan de Adriatische Zee gestationeerd marine-officier in dienst van Oostenrijk,  daarna pionier in de veenontginningen in het Eemsland, stichter van het dorp Schöninghsdorf, en op latere leeftijd burgemeester van Meppen.